# Cotignola
Cotignola – miejscowość i gmina we Włoszech, w regionie Emilia-Romania, w prowincji Rawenna.
Według danych na rok 2004 gminę zamieszkiwało 6877 osób, 202,3 os./km².